# Aviation Safety Network
Aviation Safety Network (ASN) és un lloc web que fa un seguiment d'incidents d'aerolínies. La seva base de dades conté detalls de més de 10.700 accidents, i cada setmana rep aproximadament 50.000 visitants únics. Fa un seguiment d'accidents i incidents aeris i segrestos. L'ASN inclou una base de dades d'aviació amb investigacions, notícies, fotos i estadístiques.

## Història
L'ASN fou fundada per Harro Ranter en 1996 com a "Aviation Safety Web Pages". Fabian I. Lujan es va unir a ASN l'agost de 1998 per ajudar Ranter en la presentació d'informes precisos i actualitzar les notícies sobre els accidents d'avions de passatgers. El web fou reanomenat Aviation Safety Network (ASN) en 1999.